# Mistrovství světa juniorů v ledním hokeji 2020
44. Mistrovství světa juniorů v ledním hokeji 2020 se konalo v České republice, konkrétně v Ostravě a v Třinci.

## Stadiony
| Ostrava                         | Třinec                     |
| Ostravar Aréna Kapacita: 12 500 | Werk Aréna Kapacita: 5 400 |
|                                 |                            |

## Herní systém
Ve dvou základních skupinách hrálo vždy pět týmů systémem každý s každým. Vítězství se počítá za tři body, v případě nerozhodného výsledku si oba týmy připíší bod a následuje 5 min. prodloužení a v případě nerozhodného výsledku samostatné nájezdy. Tato kritéria rozhodují o držiteli bonusového bodu.
Z obou skupin postoupila čtveřice mužstev, která hrála čtvrtfinále křížovým způsobem (vítězové skupin se čtvrtými týmy z opačných skupin, druzí hráli se třetími). Páté týmy základních skupin spolu sehrály sérii na dva vítězné zápasy, poražené mužstvo(Kazachstán) ze série sestoupilo z elitní skupiny.
V playoff se v případě nerozhodného výsledku po základní hrací době bude prodlužovalo deset minut (ve finále dvacet), případně by následovaly samostatné nájezdy. Vítěz zápasu postoupil dále.
V nižších divizích I, II a III byly týmy rozděleny podle výkonnosti do skupin A a B (ve III. divizi skupiny nejsou). Vítěz A skupiny I. divize postoupil mezi elitu, poslední sestoupil do B skupiny a nahradí jej v příštím ročníku vítěz skupiny B. Nejhorší tým B skupiny I. divize sestoupil do A skupiny II. divize, jejíž vítěz postoupil do B skupiny I. divize a poslední sestoupil do B skupiny. V B skupině II. divize postoupí vítěz do A skupiny a poslední sestoupí do III. divize, jejíž vítěz jej nahradí.

## Elitní skupina
Turnaj elitní skupiny Mistrovství světa juniorů (hráčů do 20 let) v ledním hokeji probíhal v třinecké Werk Areně a ostravské Ostravar Aréně od 26. prosince 2019 do 6. ledna 2020. Ve skupině A, která hrála v Třinci, hrály týmy národů Kazachstánu, Finska, Švédska, Slovenska a Švýcarska. V Ostravě hrály reprezentace Kanady, Spojených států, Ruska, Německa a domácí Češi. V Třinci se odehrálo 12 zápasů, z nichž posledním bylo 3. čtvrtfinále 2. ledna. Semifinále a další zápasy se odehrávaly již ve větší ostravské aréně. Vstupenky na třinecké zápasy se pohybovaly v rozmezí 140–290 českých korun. O lístky byl veliký zájem a většina zápasů byla vyprodána. Lístky byly vypouštěny v několika vlnách, z nichž první byla už na jaře roku 2019.

## Účastníci
Účast si jakožto postupující tým z nižší skupiny zajistilo Německo. Dále se turnaje účastnila mužstva, která se umístila do 9. místa na MSJ 2019.

## Výsledky

#### Skupina A

##### Tabulka
| Poř. | Tým        | Z | V | VP | PP | P | VG | OG | B  |
| ---- | ---------- | - | - | -- | -- | - | -- | -- | -- |
| 1.   | Švédsko    | 4 | 3 | 1  | 0  | 0 | 20 | 8  | 11 |
| 2.   | Švýcarsko  | 4 | 3 | 0  | 0  | 1 | 19 | 12 | 9  |
| 3.   | Finsko     | 4 | 2 | 0  | 1  | 2 | 19 | 10 | 7  |
| 4.   | Slovensko  | 4 | 1 | 0  | 0  | 3 | 8  | 22 | 3  |
| 5.   | Kazachstán | 4 | 0 | 0  | 0  | 4 | 7  | 21 | 0  |

|  | Tým postupující do čtvrtfinále |
|  | Tým bude hrát o udržení        |

##### Zápasy
| 26. prosince 2019 15.00 | Švýcarsko | 5 : 3 (2:1, 1:2, 2:0) | Kazachstán | Třinec, Werk Arena Návštěvnost: 1397 |  |

| Report | |                                 | |                                                                           |
| Luca Hollenstein | Luca Hollenstein | Brankáři                        | Vladislav Nurek | Rozhodčí: Oldřich Hejduk Kristian Vikman Čároví: Riley Bowles Chad Huseby |
| Matthew Verboon (Valentin Nussbaumer, J.J. Moser) 02:49' Jeremi Gerber (David Aebischer, Tim Berni) 18:51' Joel Salzgeber (David Aebischer) 30:37' Gian-Marco Wetter (David Aebische, Kyen Sopa) 48:55' Matthew Verboon (bez asistence) 53:54' | Matthew Verboon (Valentin Nussbaumer, J.J. Moser) 02:49' Jeremi Gerber (David Aebischer, Tim Berni) 18:51' Joel Salzgeber (David Aebischer) 30:37' Gian-Marco Wetter (David Aebische, Kyen Sopa) 48:55' Matthew Verboon (bez asistence) 53:54' | 1:0 1:1 2:1 2:2 3:2 3:3 4:3 5:3 | 15:10' Maxim Musorov (Oleg Bojko) 24:54' Ruslan Dyomin (Konstantin Bondarenko) 35:39' Maxim Musorov (bez asistence) | Rozhodčí: Oldřich Hejduk Kristian Vikman Čároví: Riley Bowles Chad Huseby |
| 8 min | 8 min | Tresty                          | 6 min | Rozhodčí: Oldřich Hejduk Kristian Vikman Čároví: Riley Bowles Chad Huseby |
| 34 | 34 | Střely                          | 19 | Rozhodčí: Oldřich Hejduk Kristian Vikman Čároví: Riley Bowles Chad Huseby |

| 26. prosince 2019 19.00 | Švédsko | 3 : 2 PP (0:1, 1:1, 1:0 - 1:0) | Finsko | Třinec, Werk Arena Návštěvnost: 4471 |  |

| Report | |                     |                                                                                                |                                                                                |
| Hugo Alnefelt | Hugo Alnefelt | Brankáři            | Justus Annunen                                                                                 | Rozhodčí: Michael Campbell Sergej Morozov Čároví: Jonas Merten Nikita Shalagin |
| Nils Höglander (Samuel Fagemo, David Gustafsson) 21:05' Samuel Fagemo (Nils Höglander, Victor Söderström) 54:51' Alexander Holtz (Jonatan Berggren, Victor Söderström) 64:55' | Nils Höglander (Samuel Fagemo, David Gustafsson) 21:05' Samuel Fagemo (Nils Höglander, Victor Söderström) 54:51' Alexander Holtz (Jonatan Berggren, Victor Söderström) 64:55' | 0:1 1:1 1:2 2:2 3:2 | 16:21' Patrik Puistola (Anttoni Honka, Kristian Tanus) 33:35' Kristian Tanus (Patrik Puistola) | Rozhodčí: Michael Campbell Sergej Morozov Čároví: Jonas Merten Nikita Shalagin |
| 10 min | 10 min | Tresty              | 12 min                                                                                         | Rozhodčí: Michael Campbell Sergej Morozov Čároví: Jonas Merten Nikita Shalagin |
| 48 | 48 | Střely              | 25                                                                                             | Rozhodčí: Michael Campbell Sergej Morozov Čároví: Jonas Merten Nikita Shalagin |

| 27. prosince 2019 15.00 | Slovensko | 3 : 1 (0:0, 1:1, 2:0) | Kazachstán | Třinec, Werk Arena Návštěvnost: 4915 |  |

| Report | |                 |                                      |                                                                                  |
| Samuel Hlavaj | Samuel Hlavaj | Brankáři        | Vladislav Nurek                      | Rozhodčí: André Schrader Michael Tscherrig Čároví: Vít Lederer Tobias Nordlander |
| Oliver Okuliar (Samuel Kňažko, Maxim Čajkovič) 24:49' Daniel Tkáč (Michal Mrázik, Martin Vitaloš) 57:04' Róbert Džugan (Dávid Mudrák) 59:53' | Oliver Okuliar (Samuel Kňažko, Maxim Čajkovič) 24:49' Daniel Tkáč (Michal Mrázik, Martin Vitaloš) 57:04' Róbert Džugan (Dávid Mudrák) 59:53' | 1:0 1:1 2:1 3:1 | 29:43' Maxim Musorov (Danil Butěnko) | Rozhodčí: André Schrader Michael Tscherrig Čároví: Vít Lederer Tobias Nordlander |
| 24 min | 24 min | Tresty          | 20 min                               | Rozhodčí: André Schrader Michael Tscherrig Čároví: Vít Lederer Tobias Nordlander |
| 24 | 24 | Střely          | 23                                   | Rozhodčí: André Schrader Michael Tscherrig Čároví: Vít Lederer Tobias Nordlander |

| 28. prosince 2019 15.00 | Finsko | 8 : 1 (2:0, 5:1, 1:0) | Slovensko | Třinec, Werk Arena Návštěvnost: 4915 |  |

| Report | |                                     |                                                  |                                                                           |
| Justus Annunen | Justus Annunen | Brankáři                            | Samuel Vyletelka (od 34. minuty Samuel Hlavaj)   | Rozhodčí: Ivan Fateev Oldřich Hejduk Čároví: Riley Bowles David Obwegeser |
| Patrik Puistola (Joonas Oden, Kristian Tanus) 04:52' Aku Räty (Aatu Räty, Sampo Ranta) 13:21' Joonas Oden (Patrik Puistola, Kristian Tanus) 27:15' Aa. Räty (Matias Maccelli, Lenni Killinen) 28:26' Mikko Kokkonen (Sampo Ranta) 33:14' Eemil Erholtz (Lassi Thomson, Kim Nousiainen) 34:51' Aku Räty (Matias Maccelli, Ville Heinola) 39:30' Ville Petman (Santeri Hatakka) 52:03' | Patrik Puistola (Joonas Oden, Kristian Tanus) 04:52' Aku Räty (Aatu Räty, Sampo Ranta) 13:21' Joonas Oden (Patrik Puistola, Kristian Tanus) 27:15' Aa. Räty (Matias Maccelli, Lenni Killinen) 28:26' Mikko Kokkonen (Sampo Ranta) 33:14' Eemil Erholtz (Lassi Thomson, Kim Nousiainen) 34:51' Aku Räty (Matias Maccelli, Ville Heinola) 39:30' Ville Petman (Santeri Hatakka) 52:03' | 1:0 2:0 3:0 4:0 5:0 6:0 6:1 7:1 8:1 | 36:34' Róbert Džugan (Daniel Tkáč, Dávid Mudrák) | Rozhodčí: Ivan Fateev Oldřich Hejduk Čároví: Riley Bowles David Obwegeser |
| 10 min | 10 min | Tresty                              | 18 min                                           | Rozhodčí: Ivan Fateev Oldřich Hejduk Čároví: Riley Bowles David Obwegeser |
| 40 | 40 | Střely                              | 26                                               | Rozhodčí: Ivan Fateev Oldřich Hejduk Čároví: Riley Bowles David Obwegeser |

| 28. prosince 2019 19.00 | Švýcarsko | 2 : 5 (0:2, 1:3, 1:0) | Švédsko | Třinec, Werk Arena Návštěvnost: 4109 |  |

| Report | |                             | |                                                                                |
| Luca Hollenstein (od 29. minuty Stéphane Charlin)                                                         | Luca Hollenstein (od 29. minuty Stéphane Charlin)                                                         | Brankáři                    | Hugo Alnefelt | Rozhodčí: Sean MacFarlane André Schrader Čároví: Markus Hägerström Vít Lederer |
| Gilian Kohler (Valentin Nussbaumer, J.J. Moser) 39:47' Nico Gross (Gilian Kohler, Matthew Verboon) 54:09' | Gilian Kohler (Valentin Nussbaumer, J.J. Moser) 39:47' Nico Gross (Gilian Kohler, Matthew Verboon) 54:09' | 0:1 0:2 0:3 0:4 0:5 1:5 2:5 | 03:25' Samuel Fagemo (Victor Söderström) 09:58' Samuel Fagemo (Nils Höglander) 21:28' Nils Höglander (Nils Lundkvist, Rasmus Sandin) 29:02' Karl Henriksson (Lucas Raymond, Adam Ginning) 34:12' Lucas Raymond (Jonatan Berggren, Alexander Holtz) | Rozhodčí: Sean MacFarlane André Schrader Čároví: Markus Hägerström Vít Lederer |
| 10 min | 10 min | Tresty                      | 16 min | Rozhodčí: Sean MacFarlane André Schrader Čároví: Markus Hägerström Vít Lederer |
| 27 | 27 | Střely                      | 27 | Rozhodčí: Sean MacFarlane André Schrader Čároví: Markus Hägerström Vít Lederer |

| 29. prosince 2019 15.00 | Kazachstán | 1 : 7 (1:2, 0:2, 0:3) | Finsko | Třinec, Werk Arena Návštěvnost: 3012 |  |

| Report                                                  |                                                         |                                 | |                                                                                   |
| Roman Kalmykov                                          | Roman Kalmykov                                          | Brankáři                        | Kari Piiroinen | Rozhodčí: Fraser Lawrence Vladimír Pešina Čároví: Ludvig Lundgren Nikita Shalagin |
| Andrei Buyalski (Yusup Asukhanov, Ruslan Dyomin) 10:13' | Andrei Buyalski (Yusup Asukhanov, Ruslan Dyomin) 10:13' | 0:1 1:1 1:2 1:3 1:4 1:5 1:6 1:7 | 06:01' Patrik Puistola (Kristian Tanus, Ville Heinola) 14:31' Kristian Tanus (Joonas Oden, Patrik Puistola) 20:54' Matias Maccelli (Lassi Thomson) 32:37' Aatu Räty (Aku Räty, Ville Heinola) 47:06' Patrik Puistola (Joonas Oden) 53:49' Mikko Kokkonen (Toni Utunen) 57:58' Kim Nousiainen (Matias Maccelli, Lenni Killinen) | Rozhodčí: Fraser Lawrence Vladimír Pešina Čároví: Ludvig Lundgren Nikita Shalagin |
| 10 min                                                  | 10 min                                                  | Tresty                          | 18 min | Rozhodčí: Fraser Lawrence Vladimír Pešina Čároví: Ludvig Lundgren Nikita Shalagin |
| 22                                                      | 22                                                      | Střely                          | 34 | Rozhodčí: Fraser Lawrence Vladimír Pešina Čároví: Ludvig Lundgren Nikita Shalagin |

| 30. prosince 2019 15.00 | Kazachstán | 2 : 6 (0:1, 1:4, 1:1) | Švédsko | Třinec, Werk Arena Návštěvnost: 2375 |  |

| Report                                                                       |                                                                              |                                 | |                                                                           |
| Vladislav Nurek                                                              | Vladislav Nurek                                                              | Brankáři                        | Jesper Eliasson | Rozhodčí: Lassi Heikkinen Oldřich Hejduk Čároví: Riley Bowles Šimon Synek |
| Oleg Boiko (bez asistence) 31:38' Maxim Musorov (Tamirlan Gaitamirov) 53:57' | Oleg Boiko (bez asistence) 31:38' Maxim Musorov (Tamirlan Gaitamirov) 53:57' | 0:1 0:2 0:3 0:4 0:5 1:5 1:6 2:6 | 15:12' Samuel Fagemo (Nils Höglander, Rasmus Sandin) 22:37' Samuel Fagemo (Rasmus Sandin, Nils Lundkvist) 24:08' Linus Öberg (Linus Nässén) 27:40' Nils Höglander (David Gustafsson) 30:57' Jonatan Berggren (Alexander Holtz, Nikola Pasic) 51:13' Lucas Raymond (Karl Henriksson, Nils Lundkvist) | Rozhodčí: Lassi Heikkinen Oldřich Hejduk Čároví: Riley Bowles Šimon Synek |
| 8 min                                                                        | 8 min                                                                        | Tresty                          | 4 min | Rozhodčí: Lassi Heikkinen Oldřich Hejduk Čároví: Riley Bowles Šimon Synek |
| 19                                                                           | 19                                                                           | Střely                          | 35 | Rozhodčí: Lassi Heikkinen Oldřich Hejduk Čároví: Riley Bowles Šimon Synek |

| 30. prosince 2019 19.00 | Slovensko | 2 : 7 (0:3, 1:2, 1:2) | Švýcarsko | Třinec, Werk Arena Návštěvnost: 4915 |  |

| Report                                                                                         |                                                                                                |                                     | |                                                                             |
| Samuel Hlavaj (od 15. minuty Samuel Vyletelka)                                                 | Samuel Hlavaj (od 15. minuty Samuel Vyletelka)                                                 | Brankáři                            | Luca Hollenstein | Rozhodčí: Michael Campbell Vladimír Pešina Čároví: Vít Lederer Jonas Merten |
| Martin Faško-Rudáš (Oliver Okuliar) 38:34' Róbert Džugan (Maxim Čajkovič, Dávid Mudrák) 46:37' | Martin Faško-Rudáš (Oliver Okuliar) 38:34' Róbert Džugan (Maxim Čajkovič, Dávid Mudrák) 46:37' | 0:1 0:2 0:3 0:4 1:4 1:5 2:5 2:6 2:7 | 07:55' Gilian Kohler (Tim Berni, Valentin Nussbaumer) 10:04' Gilian Kohler (Valentin Nussbaumer, J.J. Moser) 14:49' Valentin Nussbaumer (Matthew Verboon) 33:21' Simon Knak (Gaétan Jobin) 39:55' Sandro Schmid (David Aebischer, Matthew Verboon) 50:09' Mika Henauer (J.J. Moser, Valentin Nussbaumer) 52:27' Matthew Verboon (Gilian Kohler) | Rozhodčí: Michael Campbell Vladimír Pešina Čároví: Vít Lederer Jonas Merten |
| 12 min                                                                                         | 12 min                                                                                         | Tresty                              | 14 min | Rozhodčí: Michael Campbell Vladimír Pešina Čároví: Vít Lederer Jonas Merten |
| 29                                                                                             | 29                                                                                             | Střely                              | 26 | Rozhodčí: Michael Campbell Vladimír Pešina Čároví: Vít Lederer Jonas Merten |

| 31. prosince 2019 15.00 | Švédsko | 6 : 2 (3:0, 2:0, 1:2) | Slovensko | Třinec, Werk Arena Návštěvnost: 4154 |  |

| Report | |                                 |                                                                                                  |                                                                              |
| Hugo Alnefelt | Hugo Alnefelt | Brankáři                        | Samuel Hlavaj                                                                                    | Rozhodčí: Fraser Lawrence Andre Schrader Čároví: Chad Huseby David Obwegeser |
| Alexander Holtz (Victor Söderström, Lucas Raymond) 08:59' Albin Eriksson (Karl Henriksson, Oskar Bäck) 09:14' Philip Broberg (Linus Nässén) 13:16' Oskar Bäck (Adam Ginning, Jonatan Berggren) 25:08' Alexander Holtz (Victor Söderström, Jonatan Berggren) 36:09' Samuel Fagemo (Nils Höglander) 59:44' | Alexander Holtz (Victor Söderström, Lucas Raymond) 08:59' Albin Eriksson (Karl Henriksson, Oskar Bäck) 09:14' Philip Broberg (Linus Nässén) 13:16' Oskar Bäck (Adam Ginning, Jonatan Berggren) 25:08' Alexander Holtz (Victor Söderström, Jonatan Berggren) 36:09' Samuel Fagemo (Nils Höglander) 59:44' | 1:0 2:0 3:0 4:0 5:0 5:1 5:2 6:2 | 45:17' Kristián Kováčik (Oliver Okuliar, Marko Stacha) 58:03' Róbert Džugan (Martin Faško-Rudáš) | Rozhodčí: Fraser Lawrence Andre Schrader Čároví: Chad Huseby David Obwegeser |
| 14 min | 14 min | Tresty                          | 20 min                                                                                           | Rozhodčí: Fraser Lawrence Andre Schrader Čároví: Chad Huseby David Obwegeser |
| 42 | 42 | Střely                          | 18                                                                                               | Rozhodčí: Fraser Lawrence Andre Schrader Čároví: Chad Huseby David Obwegeser |

| 31. prosince 2019 15.00 | Finsko | 2 : 5 (1:0, 1:3, 0:2) | Švýcarsko | Třinec, Werk Arena Návštěvnost: 1573 |  |

| Report                                                                                                  | |                             | |                                                                                       |
| Justus Annunen                                                                                          | Justus Annunen                                                                                          | Brankáři                    | Stéphane Charlin | Rozhodčí: Andreas Harnebring Sergej Morozov Čároví: Ludvig Lundgren Tobias Nordlander |
| Anttoni Honka (Ville Heinola, Kristian Tanus) 12:49' Joonas Oden (Lassi Thomson, Kim Nousiainen) 28:33' | Anttoni Honka (Ville Heinola, Kristian Tanus) 12:49' Joonas Oden (Lassi Thomson, Kim Nousiainen) 28:33' | 1:0 1:1 1:2 2:2 2:3 2:4 2:5 | 20:19' Fabian Berri (Sandro Schmid) 22:18' Gaétan Jobin (David Aebischer, Stéphane Patry) 36:03' Fabian Berri (Gian-Marco Wetter, Sandro Schmid) 50:03' Simon Knak (Tim Berni, David Aebischer) 59:48' Valentin Nussbaumer (bez asistence) | Rozhodčí: Andreas Harnebring Sergej Morozov Čároví: Ludvig Lundgren Tobias Nordlander |
| 6 min                                                                                                   | 6 min                                                                                                   | Tresty                      | 8 min | Rozhodčí: Andreas Harnebring Sergej Morozov Čároví: Ludvig Lundgren Tobias Nordlander |
| 38 | 38 | Střely                      | 22 | Rozhodčí: Andreas Harnebring Sergej Morozov Čároví: Ludvig Lundgren Tobias Nordlander |

#### Skupina B

##### Tabulka
| Poř. | Tým     | Z | V | VP | PP | P | VG | OG | B |
| ---- | ------- | - | - | -- | -- | - | -- | -- | - |
| 1.   | Kanada  | 4 | 3 | 0  | 0  | 1 | 17 | 13 | 9 |
| 2.   | USA     | 4 | 2 | 1  | 0  | 1 | 17 | 13 | 8 |
| 3.   | Rusko   | 4 | 2 | 0  | 0  | 2 | 16 | 8  | 6 |
| 4.   | Česko   | 4 | 1 | 0  | 1  | 2 | 12 | 18 | 4 |
| 5.   | Německo | 4 | 1 | 0  | 0  | 3 | 9  | 19 | 3 |

|  | Tým postupující do čtvrtfinále |
|  | Tým bude hrát o udržení        |

##### Zápasy
| 26. prosince 2019 15.00 | Česko | 4 : 3 (2:2, 2:1, 0:0) | Rusko | Ostrava, Ostravar Aréna Návštěvnost: 8693 |  |

| Report | |                             | |                                                                               |
| Lukáš Dostál | Lukáš Dostál | Brankáři                    | Jaroslav Askarov Amir Miftachov | Rozhodčí: Fraser Lawrence Sean Macfarlane Čároví: David Obwegeser Šimon Synek |
| Šimon Kubíček (Jan Jeník, Michal Teplý) 02:46' Jan Myšák (Michal Teplý) 07:41' Matěj Blümel (bez asistence) 25:31' Jan Jeník (Michal Teplý, Jan Šír) 37:25' | Šimon Kubíček (Jan Jeník, Michal Teplý) 02:46' Jan Myšák (Michal Teplý) 07:41' Matěj Blümel (bez asistence) 25:31' Jan Jeník (Michal Teplý, Jan Šír) 37:25' | 1:0 2:0 2:1 2:2 3:2 3:3 4:3 | 10:19' Jegor Zamula (Alexander Chovanov, Grigorij Denisenko) 14:32' Vasilij Podkolzin (Kirill Marčenko, Alexander Romanov) 26:16' Jegor Zamula (Dmitrij Voronkov, Nikita Alexandrov) | Rozhodčí: Fraser Lawrence Sean Macfarlane Čároví: David Obwegeser Šimon Synek |
| 12 min | 12 min | Tresty                      | 26 min | Rozhodčí: Fraser Lawrence Sean Macfarlane Čároví: David Obwegeser Šimon Synek |
| 22 | 22 | Střely                      | 36 | Rozhodčí: Fraser Lawrence Sean Macfarlane Čároví: David Obwegeser Šimon Synek |

| 26. prosince 2019 19.00 | Kanada | 6 : 4 (0:2, 3:0, 3:2) | USA | Ostrava, Ostravar Aréna Návštěvnost: 8693 |  |

| Report | |                                         | |                                                                                       |
| Nico Daws | Nico Daws | Brankáři                                | Spencer Knight | Rozhodčí: Andreas Harnebring Lassi Heikkinen Čároví: Markus Hägeström Ludvig Lundgren |
| Connor McMichael (Akil Thomas, Raphaël Lavoie) 23:31' Barrett Hayton (Alexis Lafrenière) 26:34' Nolan Foote (Ty Smith, Dylan Cozens) 33:03' Barrett Hayton (Alexis Lafrenière, Joe Veleno) 50:47' Alexis Lafreniere (bez asistence) 56:49' Raphaël Lavoie (Ty Dellandrea, Alexis Lafreniere) 58:50' | Connor McMichael (Akil Thomas, Raphaël Lavoie) 23:31' Barrett Hayton (Alexis Lafrenière) 26:34' Nolan Foote (Ty Smith, Dylan Cozens) 33:03' Barrett Hayton (Alexis Lafrenière, Joe Veleno) 50:47' Alexis Lafreniere (bez asistence) 56:49' Raphaël Lavoie (Ty Dellandrea, Alexis Lafreniere) 58:50' | 0:1 0:2 1:2 2:2 3:2 4:2 4:3 4:4 5:4 6:4 | 03:10' Shane Pinto (Zac Jones, Bobby Brink) 18:32' Arthur Kaliyev (Trevor Zegras, Alex Turcotte) 52:45' Nicholas Robertson (Oliver Wahlstrom, Shane Pinto) 56:42' Shane Pinto (Nicholas Robertson) | Rozhodčí: Andreas Harnebring Lassi Heikkinen Čároví: Markus Hägeström Ludvig Lundgren |
| 10 min | 10 min | Tresty                                  | 10 min | Rozhodčí: Andreas Harnebring Lassi Heikkinen Čároví: Markus Hägeström Ludvig Lundgren |
| 32 | 32 | Střely                                  | 32 | Rozhodčí: Andreas Harnebring Lassi Heikkinen Čároví: Markus Hägeström Ludvig Lundgren |

| 27. prosince 2019 19.00 | Německo | 3 : 6 (1:2, 2:2, 0:2) | USA | Ostrava, Ostravar Aréna Návštěvnost: 5013 |  |

| Report | |                                     | |                                                                           |
| Tobias Ancicka | Tobias Ancicka | Brankáři                            | Dustin Wolf | Rozhodčí: Ivan Fatejev Vladimír Pešina Čároví: Nikita Šalagin Šimon Synek |
| John-Jason Peterka (Tim Stützle, Dominik Bokk) 02:32' John-Jason Peterka (Moritz Seider, Dominik Bokk) 22:53' Dominik Bokk (Justin Schütz, Lukas Reichel) 28:36' | John-Jason Peterka (Tim Stützle, Dominik Bokk) 02:32' John-Jason Peterka (Moritz Seider, Dominik Bokk) 22:53' Dominik Bokk (Justin Schütz, Lukas Reichel) 28:36' | 1:0 1:1 1:2 2:2 3:2 3:3 3:4 3:5 3:6 | 07:04' Jordan Harris (Trevor Zegras, Arthur Kaliyev) 18:37' Zachary Jones (Trevor Zegras, Shane Pinto) 34:16' Shane Pinto (Trevor Zegras, K'Andre Miller) 38:31' Curtis Hall (Trevor Zegras, Jacob Pivonka) 47:18' Bobby Brink (Nick Robertson, Oliver Wahlström) 50:51' Oliver Wahlström (Shane Pinto) | Rozhodčí: Ivan Fatejev Vladimír Pešina Čároví: Nikita Šalagin Šimon Synek |
| 8 min | 8 min | Tresty                              | 12 min | Rozhodčí: Ivan Fatejev Vladimír Pešina Čároví: Nikita Šalagin Šimon Synek |

| 28. prosince 2019 15.00 | Česko | 3 : 4 (1:2, 0:1, 2:1) | Německo | Ostrava, Ostravar Aréna Návštěvnost: 8693 |  |

| Report | |                             | |                                                                                |
| Lukáš Dostál | Lukáš Dostál | Brankáři                    | Hendrik Hane | Rozhodčí: Michael Campbell Lassi Heikkinen Čároví: Chad Huseby Ludvig Lundgren |
| Martin Haš (Matěj Pekař, Jaromír Pytlík) 16:41' Jan Jeník (Martin Haš) 49:17' Libor Zábranský (Martin Haš) 52:30' | Martin Haš (Matěj Pekař, Jaromír Pytlík) 16:41' Jan Jeník (Martin Haš) 49:17' Libor Zábranský (Martin Haš) 52:30' | 0:1 0:2 1:2 1:3 1:4 2:4 3:4 | 01:41' Lukas Reichel (Dennis Lobach) 07:31' John-Jason Peterka (Tim Stützle, Moritz Seider) 33:22' Dominik Bokk (Moritz Seider, Taro Jentzsch) 47:33' Dominik Bokk (Taro Jentzsch, Moritz Seider) | Rozhodčí: Michael Campbell Lassi Heikkinen Čároví: Chad Huseby Ludvig Lundgren |
| 30 min | 30 min | Tresty                      | 18 min | Rozhodčí: Michael Campbell Lassi Heikkinen Čároví: Chad Huseby Ludvig Lundgren |
| 31 | 31 | Střely                      | 25 | Rozhodčí: Michael Campbell Lassi Heikkinen Čároví: Chad Huseby Ludvig Lundgren |

| 28. prosince 2019 19.00 | Rusko | 6 : 0 (3:0, 3:0, 0:0) | Kanada | Ostrava, Ostravar Aréna Návštěvnost: 8693 |  |

| Report | |                         |                         |                                                                                    |
| Amir Miftachov | Amir Miftachov | Brankáři                | Nicolas Daws Joel Hofer | Rozhodčí: Michael Tscherrig Kristian Vikman Čároví: Jonas Merten Tobias Nordlander |
| Alexandr Chovanov (bez asistence) 01:44' Pavel Dorofejev (Nikita Alexandrov, Danila Zhuravlyov) 10:14' Nikita Rtiščev (Danil Pylenkov, Ilya Kruglov) 13:43' Nikita Alexandrov (Dmitrij Voronkov) 22:18' Jegor Sokolov (Jegor Zamula, Grigorij Děnisenko) 33:09' Grigorij Děnisenko (Alexandr Chovanov, Alexander Romanov) 36:24' | Alexandr Chovanov (bez asistence) 01:44' Pavel Dorofejev (Nikita Alexandrov, Danila Zhuravlyov) 10:14' Nikita Rtiščev (Danil Pylenkov, Ilya Kruglov) 13:43' Nikita Alexandrov (Dmitrij Voronkov) 22:18' Jegor Sokolov (Jegor Zamula, Grigorij Děnisenko) 33:09' Grigorij Děnisenko (Alexandr Chovanov, Alexander Romanov) 36:24' | 1:0 2:0 3:0 4:0 5:0 6:0 |                         | Rozhodčí: Michael Tscherrig Kristian Vikman Čároví: Jonas Merten Tobias Nordlander |
| 4 min | 4 min | Tresty                  | 8 min                   | Rozhodčí: Michael Tscherrig Kristian Vikman Čároví: Jonas Merten Tobias Nordlander |

| 29. prosince 2019 19.00 | USA | 3 : 1 (0:0, 2:0, 1:1) | Rusko | Ostrava, Ostravar Aréna Návštěvnost: 8693 |  |

| Report | |                 |                                                                |                                                                               |
| Spencer Knight | Spencer Knight | Brankáři        | Amir Miftachov Jaroslav Askarov                                | Rozhodčí: Michael Campbell Andreas Harnebring Čároví: Chad Huseby Vít Lederer |
| Arthur Kalyiev (Trevor Zegras, Cole Caufield) 36:41' Nicholas Robertson (Oliver Wahlström) 36:47' Arthur Kalyiev (Trevor Zegras, Jack Drury) 41:20' | Arthur Kalyiev (Trevor Zegras, Cole Caufield) 36:41' Nicholas Robertson (Oliver Wahlström) 36:47' Arthur Kalyiev (Trevor Zegras, Jack Drury) 41:20' | 1:0 2:0 3:0 3:1 | 43:04' Alexandr Romanov (Danila Zhuravlyov, Nikita Alexandrov) | Rozhodčí: Michael Campbell Andreas Harnebring Čároví: Chad Huseby Vít Lederer |
| 16 min | 16 min | Tresty          | 26 min                                                         | Rozhodčí: Michael Campbell Andreas Harnebring Čároví: Chad Huseby Vít Lederer |

| 30. prosince 2019 15.00 | Německo | 1 : 4 (0:1, 0:2, 1:1) | Kanada | Ostrava, Ostravar Aréna Návštěvnost: 6102 |  |

| Report                                             |                                                    |                     | |                                                                                   |
| Hendrik Hane                                       | Hendrik Hane                                       | Brankáři            | Joel Hofer | Rozhodčí: Sean MacFarlane Sergej Morozov Čároví: Markus Hagerstrom Nikita Šalagin |
| Yannik Valenti (Tim Stützle, Justin Schütz) 58:53' | Yannik Valenti (Tim Stützle, Justin Schütz) 58:53' | 0:1 0:2 0:3 1:3 1:4 | 11:50' Nolan Foote (Kevin Bahl) 32:24' Liam Foudy (Ty Dellandrea, Jared McIssac) 34:01' Calen Addison (Nolan Foote, Dylan Cozens) 59:51' Ty Dellandrea (Liam Foudy, Jared McIssac) | Rozhodčí: Sean MacFarlane Sergej Morozov Čároví: Markus Hagerstrom Nikita Šalagin |
| 8 min                                              | 8 min                                              | Tresty              | 12 min | Rozhodčí: Sean MacFarlane Sergej Morozov Čároví: Markus Hagerstrom Nikita Šalagin |
| 19                                                 | 19                                                 | Střely              | 26 | Rozhodčí: Sean MacFarlane Sergej Morozov Čároví: Markus Hagerstrom Nikita Šalagin |

| 30. prosince 2019 19.00 | USA | 4 : 3 PP (1:2, 2:0, 0:1 – 1:0) | Česko | Ostrava, Ostravar Aréna Návštěvnost: 8693 |  |

| Report | |                             | |                                                                                    |
| Spencer Knight | Spencer Knight | Brankáři                    | Lukáš Pařík | Rozhodčí: Andre Schrader Kristian Vikman Čároví: Tobias Nordlander David Obwegeser |
| Shane Pinto (Nick Robertson, Oliver Wahlström) 03:45' Arthur Kaliyev (Trevor Zegras, K'Andre Miller 21:19' Jack Drury (Trevor Zegras, Arthur Kaliyev) 26:01' Cole Caufield (Alex Turcotte) 63:14' | Shane Pinto (Nick Robertson, Oliver Wahlström) 03:45' Arthur Kaliyev (Trevor Zegras, K'Andre Miller 21:19' Jack Drury (Trevor Zegras, Arthur Kaliyev) 26:01' Cole Caufield (Alex Turcotte) 63:14' | 1:0 1:1 1:2 2:2 3:2 3:3 4:3 | 09:35' Libor Zábranský (Karel Klikorka) 18:16' Libor Zábranský (Michal Teplý, Karel Plášek) 48:41' Petr Čajka (Šimon Kubíček) | Rozhodčí: Andre Schrader Kristian Vikman Čároví: Tobias Nordlander David Obwegeser |
| 12 min | 12 min | Tresty                      | 14 min | Rozhodčí: Andre Schrader Kristian Vikman Čároví: Tobias Nordlander David Obwegeser |
| 43 | 43 | Střely                      | 29 | Rozhodčí: Andre Schrader Kristian Vikman Čároví: Tobias Nordlander David Obwegeser |

| 31. prosince 2019 15.00 | Rusko | 6 : 1 (2:0, 3:0, 1:1) | Německo | Ostrava, Ostravar Aréna Návštěvnost: 4628 |  |

| Report | |                             |                                   |                                                                               |
| Jaroslav Askarov | Jaroslav Askarov | Brankáři                    | Hendrik Hane Tobias Ancicka       | Rozhodčí: Lassi Heikkinen Oldřich Hejduk Čároví: Markus Hagestrom Šimon Synek |
| Kirill Marčenko (Nikita Alexandrov, Ivan Morozov) 06:10' Kirill Marčenko (Vasilij Podkolzin, Dmitrij Voronkov) 13:19' Grigorij Děnisenko (Alexandr Chovanov) 34:19' Pavel Dorofejev (Kirill Marčenko, Alexandr Romanov) 34:59' Pavel Dorofejev (Kirill Marčenko, Alexandr Romanov) 38:40' Dmitrij Voronkov (Kirill Marčenko, Vasilij Podkolzin) 40:38' | Kirill Marčenko (Nikita Alexandrov, Ivan Morozov) 06:10' Kirill Marčenko (Vasilij Podkolzin, Dmitrij Voronkov) 13:19' Grigorij Děnisenko (Alexandr Chovanov) 34:19' Pavel Dorofejev (Kirill Marčenko, Alexandr Romanov) 34:59' Pavel Dorofejev (Kirill Marčenko, Alexandr Romanov) 38:40' Dmitrij Voronkov (Kirill Marčenko, Vasilij Podkolzin) 40:38' | 1:0 2:0 3:0 4:0 5:0 6:0 6:1 | 57:43' Nino Kinder (Philipp Mass) | Rozhodčí: Lassi Heikkinen Oldřich Hejduk Čároví: Markus Hagestrom Šimon Synek |
| 12 min | 12 min | Tresty                      | 10 min                            | Rozhodčí: Lassi Heikkinen Oldřich Hejduk Čároví: Markus Hagestrom Šimon Synek |
| 31 | 31 | Střely                      | 23                                | Rozhodčí: Lassi Heikkinen Oldřich Hejduk Čároví: Markus Hagestrom Šimon Synek |

| 31. prosince 2019 19.00 | Kanada | 7 : 2 (4:0, 2:2, 1:0) | Česko | Ostrava, Ostravar Aréna Návštěvnost: 8693 |  |

| Report | |                                     | |                                                                            |
| Joel Hofer | Joel Hofer | Brankáři                            | Lukáš Pařík Nick Malík                                                                                    | Rozhodčí: Ivan Fatejev Michael Tscherrig Čároví: Riley Bowles Jonas Merten |
| Joseph Veleno (Barett Hayton, Calen Addison) 4:41' Nolan Foote (Bowen Byram, Ty Smith) 9:57' Barett Hayton (Dylan Cozens, Joseph Veleno) 13:29' Connor McMichael (Dylan Cozens, Barett Hayton) 14:30' Liam Foudy (Ty Smith) 31:34' Dylan Cozens (Calen Addison, Barett Hayton) 32:30' Jared McIsaac (Dylan Cozens, Joseph Veleno) 50:00' | Joseph Veleno (Barett Hayton, Calen Addison) 4:41' Nolan Foote (Bowen Byram, Ty Smith) 9:57' Barett Hayton (Dylan Cozens, Joseph Veleno) 13:29' Connor McMichael (Dylan Cozens, Barett Hayton) 14:30' Liam Foudy (Ty Smith) 31:34' Dylan Cozens (Calen Addison, Barett Hayton) 32:30' Jared McIsaac (Dylan Cozens, Joseph Veleno) 50:00' | 1:0 2:0 3:0 4:0 4:1 4:2 5:2 6:2 7:2 | 31:10' Vojtěch Střondala (Šimon Kubíček, Michal Teplý) 31:24' Libor Zábranský (Jan Myšák, Karel Klikorka) | Rozhodčí: Ivan Fatejev Michael Tscherrig Čároví: Riley Bowles Jonas Merten |
| 8 min | 8 min | Tresty                              | 39 min | Rozhodčí: Ivan Fatejev Michael Tscherrig Čároví: Riley Bowles Jonas Merten |
| 31 | 31 | Střely                              | 19 | Rozhodčí: Ivan Fatejev Michael Tscherrig Čároví: Riley Bowles Jonas Merten |

### Oudržení
| 2. ledna 2020 10.00 | Německo | 4 : 0 (0:0, 2:0, 2:0) | Kazachstán | Ostrava, Ostravar Aréna Návštěvnost: 1022 |  |

| Report | |                 |                 |                                                                                 |
| Hendrik Hane | Hendrik Hane | Brankáři        | Vladislav Nurek | Rozhodčí: Oldřich Hejduk Vladimír Pešina Čároví: Riley Bowles Markus Hagerström |
| Lukas Reichel (John-Jason Peterka, Daniel Wirt) 21:21' Louis Brune (Yannik Valenti, Tim Fleischer) 31:48' John-Jason Peterka (Tim Stützle, Lukas Reichel) 41:09' Dominik Bokk (Moritz Seider, Tim Stützle) 51:47' | Lukas Reichel (John-Jason Peterka, Daniel Wirt) 21:21' Louis Brune (Yannik Valenti, Tim Fleischer) 31:48' John-Jason Peterka (Tim Stützle, Lukas Reichel) 41:09' Dominik Bokk (Moritz Seider, Tim Stützle) 51:47' | 1:0 2:0 3:0 4:0 |                 | Rozhodčí: Oldřich Hejduk Vladimír Pešina Čároví: Riley Bowles Markus Hagerström |
| 6 min | 6 min | Tresty          | 12 min          | Rozhodčí: Oldřich Hejduk Vladimír Pešina Čároví: Riley Bowles Markus Hagerström |
| 35 | 35 | Střely          | 23              | Rozhodčí: Oldřich Hejduk Vladimír Pešina Čároví: Riley Bowles Markus Hagerström |

| 4. ledna 2020 11.00 | Kazachstán | 4 : 1 (1:0, 1:0, 2:1) | Německo | Ostrava, Ostravar Aréna Návštěvnost: 1489 |  |

| Report | |                     |                                                |                                                                                   |
| Vladislav Nurek | Vladislav Nurek | Brankáři            | Hendrik Hane                                   | Rozhodčí: Oldřich Hejduk Michael Tscherrig Čároví: Riley Bowles Tobias Nordlander |
| Stanislav Alexandrov (Vladislav Saiko) 04:39' Oleg Boiko (Maxim Musorov) 25:05' Stanislav Alexandrov (Ansar Shaikhmeddenov) 41:32' Denis Chaporov (Maxim Musorov) 56:27' | Stanislav Alexandrov (Vladislav Saiko) 04:39' Oleg Boiko (Maxim Musorov) 25:05' Stanislav Alexandrov (Ansar Shaikhmeddenov) 41:32' Denis Chaporov (Maxim Musorov) 56:27' | 1:0 2:0 3:0 4:0 4:1 | 58:31' Luis Schinko (Daniel Wirt, Nino Kinder) | Rozhodčí: Oldřich Hejduk Michael Tscherrig Čároví: Riley Bowles Tobias Nordlander |
| 12 min | 12 min | Tresty              | 6 min                                          | Rozhodčí: Oldřich Hejduk Michael Tscherrig Čároví: Riley Bowles Tobias Nordlander |
| 22 | 22 | Střely              | 44                                             | Rozhodčí: Oldřich Hejduk Michael Tscherrig Čároví: Riley Bowles Tobias Nordlander |

| 5. ledna 2020 11.00 | Německo | 6 : 0 (1:0, 4:0, 1:0) | Kazachstán | Ostrava, Ostravar Aréna Návštěvnost: 1124 |  |

| Report | |                         |                 |                                                                                  |
| Hendrik Hane | Hendrik Hane | Brankáři                | Vladislav Nurek | Rozhodčí: Sergej Morozov Michael Tscherrig Čároví: Markus Hägerström Vít Lederer |
| Dominik Bokk (Taro Jentzsch, Moritz Seider) 12:18' Dominik Bokk (Leon Hüttl, Eric Mik) 30:12' Tim Fleischer (Yannik Valenti, Luis Schinko) 31:35' Lukas Reichel (John-Jason Peterka) 33:03' Niklas Heinzinger (Taro Jentzsch, Justin Schütz) 34:27' Eric Mik (Philipp Mass, Justin Schütz) 55:45' | Dominik Bokk (Taro Jentzsch, Moritz Seider) 12:18' Dominik Bokk (Leon Hüttl, Eric Mik) 30:12' Tim Fleischer (Yannik Valenti, Luis Schinko) 31:35' Lukas Reichel (John-Jason Peterka) 33:03' Niklas Heinzinger (Taro Jentzsch, Justin Schütz) 34:27' Eric Mik (Philipp Mass, Justin Schütz) 55:45' | 1:0 2:0 3:0 4:0 5:0 6:0 |                 | Rozhodčí: Sergej Morozov Michael Tscherrig Čároví: Markus Hägerström Vít Lederer |
| 20 min | 20 min | Tresty                  | 2 min           | Rozhodčí: Sergej Morozov Michael Tscherrig Čároví: Markus Hägerström Vít Lederer |
| 40 | 40 | Střely                  | 27              | Rozhodčí: Sergej Morozov Michael Tscherrig Čároví: Markus Hägerström Vít Lederer |

### Playoff

#### Pavouk
|  | Čtvrtfinále | Čtvrtfinále |         |        | Semifinále  | Semifinále  |  |  | Finále | Finále |
|  |             |             |         |        |             |             |  |  |        |        |
|  |             |             |         |        |             |             |  |  |        |        |
|  |             |             |         |        |             |             |  |  |        |        |
|  | Švédsko     | 5           |         |        |             |             |  |  |        |        |
|  | Švédsko     | 5           |         |        |             |             |  |  |        |        |
|  | Česko       | 0           |         |        |             |             |  |  |        |        |
|  | Česko       | 0           | Švédsko | 4      |             |             |  |  |        |        |
|  |             |             | Švédsko | 4      |             |             |  |  |        |        |
|  |             | Rusko       | 5 PP    |        |             |             |  |  |        |        |
|  | Švýcarsko   | Rusko       | 5 PP    | 1      |             |             |  |  |        |        |
|  | Švýcarsko   |             |         | 1      |             |             |  |  |        |        |
|  | Rusko       | 3           |         |        |             |             |  |  |        |        |
|  | Rusko       | 3           | Rusko   | 3      |             |             |  |  |        |        |
|  |             |             | Rusko   | 3      |             |             |  |  |        |        |
|  |             | Kanada      | 4       |        |             |             |  |  |        |        |
|  | Kanada      | Kanada      | 4       | 6      |             |             |  |  |        |        |
|  | Kanada      |             |         | 6      |             |             |  |  |        |        |
|  | Slovensko   | 1           |         |        |             |             |  |  |        |        |
|  | Slovensko   | 1           | Kanada  | 5      | Třetí místo | Třetí místo |  |  |        |        |
|  |             |             | Kanada  | 5      | Třetí místo | Třetí místo |  |  |        |        |
|  |             | Finsko      | 0       |        |             |             |  |  |        |        |
|  | USA         | Finsko      | 0       | 0      | Švédsko     | 3           |  |  |        |        |
|  | USA         |             |         | 0      | Švédsko     | 3           |  |  |        |        |
|  | Finsko      | 1           |         | Finsko | 2           |             |  |  |        |        |
|  | Finsko      | 1           |         |        | 2           |             |  |  |        |        |
|  |             |             |         |        |             |             |  |  |        |        |
|  |             |             |         |        |             |             |  |  |        |        |

#### Čtvrtfinále
| 2. ledna 2020 12.30 | Švýcarsko | 1 : 3 (0:0, 1:3, 0:0) | Rusko | Třinec, Werk Arena Návštěvnost: 3158 |  |

| Report                               |                                      |                 | |                                                                                  |
| Luca Hollenstein                     | Luca Hollenstein                     | Brankáři        | Jaroslav Askarov | Rozhodčí: Michael Campbell Lassi Heikkinen Čároví: Vít Lederer Tobias Nordlander |
| Gaétan Jobin (Joel Salzgeber) 27:08' | Gaétan Jobin (Joel Salzgeber) 27:08' | 0:1 1:1 1:2 1:3 | 21:12' Dmitrij Voronkov (Grigorij Děnisenko, Nikita Alexandrov) 34:07' Alexandr Chovanov (Grigorij Děnisenko) 38:13' Dmitrij Voronkov (Alexandr Chovanov, Jegor Zamula) | Rozhodčí: Michael Campbell Lassi Heikkinen Čároví: Vít Lederer Tobias Nordlander |
| 14 min                               | 14 min                               | Tresty          | 10 min | Rozhodčí: Michael Campbell Lassi Heikkinen Čároví: Vít Lederer Tobias Nordlander |
| 15                                   | 15                                   | Střely          | 36 | Rozhodčí: Michael Campbell Lassi Heikkinen Čároví: Vít Lederer Tobias Nordlander |

| 2. ledna 2020 15.00 | Kanada | 6 : 1 (1:0, 4:0, 1:1) | Slovensko | Ostrava, Ostravar Aréna Návštěvnost: 7074 |  |

| Report | |                             |                                          |                                                                                  |
| Joel Hofer | Joel Hofer | Brankáři                    | Samuel Hlavaj Samuel Vyletělka           | Rozhodčí: Sean MacFarlane Michael Tscherrig Čároví: Jonas Merten David Obwegeser |
| Barett Hayton (Alexis Lafreniere, Dylan Cozens) 06:47' Connor McMichael (Joseph Veleno) 21:21' Jacob Bernard-Docker (Jamie Drysdale, Dylan Cozens) 23:42' Liam Foudy (Ty Dellandrea, Jamie Drysdale) 29:01' Alexis Lafreniere (Calen Addison, Barett Hayton) 30:50' Barett Hayton (Calen Addison) 41:00' | Barett Hayton (Alexis Lafreniere, Dylan Cozens) 06:47' Connor McMichael (Joseph Veleno) 21:21' Jacob Bernard-Docker (Jamie Drysdale, Dylan Cozens) 23:42' Liam Foudy (Ty Dellandrea, Jamie Drysdale) 29:01' Alexis Lafreniere (Calen Addison, Barett Hayton) 30:50' Barett Hayton (Calen Addison) 41:00' | 1:0 2:0 3:0 4:0 5:0 6:0 6:1 | 46:09' Oliver Okuliar (Kristián Kováčik) | Rozhodčí: Sean MacFarlane Michael Tscherrig Čároví: Jonas Merten David Obwegeser |
| 37 min | 37 min | Tresty                      | 32 min                                   | Rozhodčí: Sean MacFarlane Michael Tscherrig Čároví: Jonas Merten David Obwegeser |
| 44 | 44 | Střely                      | 18                                       | Rozhodčí: Sean MacFarlane Michael Tscherrig Čároví: Jonas Merten David Obwegeser |

| 2. ledna 2020 17.30 | USA | 0 : 1 (0:0, 0:0, 0:1) | Finsko | Třinec, Werk Arena Návštěvnost: 4451 |  |

| Report         |                |          |                                                    |                                                                               |
| Spencer Knight | Spencer Knight | Brankáři | Justus Annunen                                     | Rozhodčí: Ivan Fatejev Andreas Harnebring Čároví: Ludvig Lundgren Šimon Synek |
|                |                | 0:1      | 44:23' Joonas Oden (Kristian Tanus, Ville Heinola) | Rozhodčí: Ivan Fatejev Andreas Harnebring Čároví: Ludvig Lundgren Šimon Synek |
| 33 min         | 33 min         | Tresty   | 4 min                                              | Rozhodčí: Ivan Fatejev Andreas Harnebring Čároví: Ludvig Lundgren Šimon Synek |
| 30             | 30             | Střely   | 29                                                 | Rozhodčí: Ivan Fatejev Andreas Harnebring Čároví: Ludvig Lundgren Šimon Synek |

| 2. ledna 2020 20.00 | Švédsko | 5 : 0 (2:0, 1:0, 2:0) | Česko | Ostrava, Ostravar Aréna Návštěvnost: 8693 |  |

| Report | |                     |              |                                                                             |
| Hugo Alnefelt | Hugo Alnefelt | Brankáři            | Lukáš Dostál | Rozhodčí: Fraser Lawrence Sergej Morozov Čároví: Chad Huseby Nikita Šalagin |
| Nils Höglander (Samuel Fagemo, Rasmus Sandin) 13:08' Hugo Gustafsson (bez asistence) 15:09' Nils Höglander (Rasmus Sandin, Samuel Fagemo) 20:45' Victor Söderström (bez asistence) 44:04' David Gustafsson (Nils Höglander, Nils Lundkvist) 50:44' | Nils Höglander (Samuel Fagemo, Rasmus Sandin) 13:08' Hugo Gustafsson (bez asistence) 15:09' Nils Höglander (Rasmus Sandin, Samuel Fagemo) 20:45' Victor Söderström (bez asistence) 44:04' David Gustafsson (Nils Höglander, Nils Lundkvist) 50:44' | 1:0 2:0 3:0 4:0 5:0 |              | Rozhodčí: Fraser Lawrence Sergej Morozov Čároví: Chad Huseby Nikita Šalagin |
| 2 min | 2 min | Tresty              | 35 min       | Rozhodčí: Fraser Lawrence Sergej Morozov Čároví: Chad Huseby Nikita Šalagin |
| 37 | 37 | Střely              | 23           | Rozhodčí: Fraser Lawrence Sergej Morozov Čároví: Chad Huseby Nikita Šalagin |

#### Semifinále
| 4. ledna 2020 15.00 | Švédsko | 4 : 5 PP (2:3, 1:0, 1:1 – 0:1) | Rusko | Ostrava, Ostravar Aréna Návštěvnost: 8693 |  |

| Report | |                                     | |                                                                                 |
| Hugo Alnefelt | Hugo Alnefelt | Brankáři                            | Jaroslav Askarov Amir Miftachov | Rozhodčí: Fraser Lawrence Kristian Vikman Čároví: Markus Hagerstrom Chad Huseby |
| Rasmus Sandin (David Gustafsson) 00:16' Samuel Fagemo (Nils Lundkvist, Rasmus Sandin) 14:54' Rasmus Sandin (Samuel Fagemo, Linus Nässén) 31:02' Nils Lundkvist (Rasmus Sandin, Linus Nässén) 44:25' | Rasmus Sandin (David Gustafsson) 00:16' Samuel Fagemo (Nils Lundkvist, Rasmus Sandin) 14:54' Rasmus Sandin (Samuel Fagemo, Linus Nässén) 31:02' Nils Lundkvist (Rasmus Sandin, Linus Nässén) 44:25' | 1:0 1:1 1:2 1:3 2:3 3:3 4:3 4:4 4:5 | 03:04' Ivan Morozov (Vasilij Podkolzin, Pavel Dorofejev) 05:40' Alexandr Chovanov (Nikita Alexandrov, Grigorij Děnisenko) 12:05' Jegor Sokolov (bez asistence) 48:35' Jegor Sokolov (Alexandr Chovanov) 63:24' Ivan Morozov (Vasilij Podkolzin, Dmitrij Voronkov) | Rozhodčí: Fraser Lawrence Kristian Vikman Čároví: Markus Hagerstrom Chad Huseby |
| 35 min | 35 min | Tresty                              | 18 min | Rozhodčí: Fraser Lawrence Kristian Vikman Čároví: Markus Hagerstrom Chad Huseby |
| 25 | 25 | Střely                              | 44 | Rozhodčí: Fraser Lawrence Kristian Vikman Čároví: Markus Hagerstrom Chad Huseby |

| 4. ledna 2020 19.00 | Kanada | 5 : 0 (4:0, 1:0, 0:0) | Finsko | Ostrava, Ostravar Aréna Návštěvnost: 8693 |  |

| Report | |                     |                |                                                                              |
| Joel Hofer | Joel Hofer | Brankáři            | Justus Annunen | Rozhodčí: Sean MacFarlane Sergej Morozov Čároví: Vit Lederer David Obwegeser |
| Connor McMichael (Aidan Dudas) 01:48' Alexis Lafrenière (Nolan Foote, Barrett Hayton) 03:05' Jamie Drysdale (Raphaël Lavoie, Quinton Byfield) 03:55' Ty Dellandrea (Aidan Dudas, Connor McMichael) 14:49' Alexis Lafrenière (Calen Addison, Barrett Hayton) 37:53' | Connor McMichael (Aidan Dudas) 01:48' Alexis Lafrenière (Nolan Foote, Barrett Hayton) 03:05' Jamie Drysdale (Raphaël Lavoie, Quinton Byfield) 03:55' Ty Dellandrea (Aidan Dudas, Connor McMichael) 14:49' Alexis Lafrenière (Calen Addison, Barrett Hayton) 37:53' | 1:0 2:0 3:0 4:0 5:0 |                | Rozhodčí: Sean MacFarlane Sergej Morozov Čároví: Vit Lederer David Obwegeser |
| 4 min | 4 min | Tresty              | 14 min         | Rozhodčí: Sean MacFarlane Sergej Morozov Čároví: Vit Lederer David Obwegeser |
| 39 | 39 | Střely              | 32             | Rozhodčí: Sean MacFarlane Sergej Morozov Čároví: Vit Lederer David Obwegeser |

#### O3.místo
| 5. ledna 2020 15.00 | Švédsko | 3 : 2 (1:2, 2:0, 0:0) | Finsko | Ostrava, Ostravar Aréna Návštěvnost: 7954 |  |

| Report | |                     |                                                                                                |                                                                               |
| Hugo Alnefelt | Hugo Alnefelt | Brankáři            | Justus Annunen                                                                                 | Rozhodčí: Michael Campbell Fraser Lawrence Čároví: Chad Huseby Nikita Šalagin |
| Rasmus Sandin (Nils Lundkvist, Samuel Fagemo) 12:08' Samuel Fagemo (Nils Höglander, Adam Ginning) 30:34' Linus Öberg (Linus Nässén) 33:19' | Rasmus Sandin (Nils Lundkvist, Samuel Fagemo) 12:08' Samuel Fagemo (Nils Höglander, Adam Ginning) 30:34' Linus Öberg (Linus Nässén) 33:19' | 0:1 1:1 1:2 2:2 3:2 | 08:22' Patrik Puistola (Kim Nousiainen, Kristian Tanus) 19:00' Matias Maccelli (bez asistence) | Rozhodčí: Michael Campbell Fraser Lawrence Čároví: Chad Huseby Nikita Šalagin |
| 10 min | 10 min | Tresty              | 16 min                                                                                         | Rozhodčí: Michael Campbell Fraser Lawrence Čároví: Chad Huseby Nikita Šalagin |
| 26 | 26 | Střely              | 34                                                                                             | Rozhodčí: Michael Campbell Fraser Lawrence Čároví: Chad Huseby Nikita Šalagin |

#### Finále
| 5. ledna 2020 19.00 | Kanada | 4 : 3 (0:0, 1:2, 3:1) | Rusko | Ostrava, Ostravar Aréna Návštěvnost: 8693 |  |

| Report | |                             | |                                                                               |
| Joel Hofer | Joel Hofer | Brankáři                    | Amir Miftachov | Rozhodčí: Lassi Heikkinen Kristian Vikman Čároví: Ludvig Lundgren Šimon Synek |
| Dylan Cozens (Joseph Veleno, Alexis Lafrenière) 31:01' Connor McMichael (Calen Addison, Bowen Byram) 49:20' Barrett Hayton (Calen Addison, Alexis Lafrenière) 51:21' Akil Thomas (Connor McMichael, Calen Addison) 56:02' | Dylan Cozens (Joseph Veleno, Alexis Lafrenière) 31:01' Connor McMichael (Calen Addison, Bowen Byram) 49:20' Barrett Hayton (Calen Addison, Alexis Lafrenière) 51:21' Akil Thomas (Connor McMichael, Calen Addison) 56:02' | 0:1 1:1 1:2 1:3 2:3 3:3 4:3 | 29:37' Nikita Alexandrov (Jegor Zamula, Grigorij Děnisenko) 34:46' Grigorij Děnisenko (Alexandr Romanov, Jegor Sokolov) 48:46' Maxim Sorkin (Ilya Kruglov, Nikita Rtiščev) | Rozhodčí: Lassi Heikkinen Kristian Vikman Čároví: Ludvig Lundgren Šimon Synek |
| 12 min | 12 min | Tresty                      | 16 min | Rozhodčí: Lassi Heikkinen Kristian Vikman Čároví: Ludvig Lundgren Šimon Synek |
| 30 | 30 | Střely                      | 38 | Rozhodčí: Lassi Heikkinen Kristian Vikman Čároví: Ludvig Lundgren Šimon Synek |

## Statistiky

### Kanadské bodování
Toto je pořadí hráčů podle dosažených bodů, za jeden vstřelený gól nebo přihrávku na gól získal hráč jeden bod.
| Poř. | Hráč               | Tým     | Z | G | A | B  | TM | +/- |
| ---- | ------------------ | ------- | - | - | - | -- | -- | --- |
| 1.   | Samuel Fagemo      | Švédsko | 7 | 8 | 5 | 13 | 6  | +3  |
| 2.   | Barrett Hayton     | Kanada  | 7 | 6 | 6 | 12 | 6  | +1  |
| 3.   | Nils Höglander     | Švédsko | 7 | 5 | 6 | 11 | 27 | +6  |
| 4.   | Alexis Lafrenière  | Kanada  | 5 | 4 | 6 | 10 | 4  | +3  |
| 5.   | Rasmus Sandin      | Švédsko | 7 | 3 | 7 | 10 | 6  | +3  |
| 6.   | Grigorij Děnisenko | Rusko   | 7 | 3 | 6 | 9  | 8  | +4  |
| 7.   | Dylan Cozens       | Kanada  | 7 | 2 | 7 | 9  | 4  | +6  |
| 7.   | Kristian Tanus     | Finsko  | 7 | 2 | 7 | 9  | 0  | +4  |
| 9.   | Calen Addison      | Kanada  | 7 | 1 | 8 | 9  | 0  | +4  |
| 10.  | Trevor Zegras      | USA     | 5 | 0 | 9 | 9  | 4  | +6  |

Záp. = Odehrané zápasy; G = Góly; A = Přihrávky na gól; B = Kanadské body; +/− = Plus/Minus; TM = Počet trestných minut

### Hodnocení brankářů
Pořadí nejlepších pěti brankářů na mistrovství podle úspěšnosti zásahů v procentech, brankář musel mít odehráno minimálně 40% hrací doby za svůj tým.
| Poř | Hráč           | Země    | Čas    | OG | POG  | Úsp%  | ČK |
| --- | -------------- | ------- | ------ | -- | ---- | ----- | -- |
| 1   | Joel Hofer     | Kanada  | 337:42 | 9  | 1.60 | 93.92 | 1  |
| 2   | Hugo Alnefelt  | Švédsko | 368:19 | 13 | 2.12 | 92.40 | 1  |
| 3   | Amir Miftachov | Rusko   | 197:50 | 7  | 2.12 | 91.86 | 1  |
| 4   | Justus Annunen | Finsko  | 362:01 | 16 | 2.65 | 91.58 | 1  |
| 5   | Spencer Knight | USA     | 241:26 | 10 | 2.49 | 91.30 | 0  |

Záp. = Odchytané zápasy; Čas = Čas na ledě (minuty); OG = Obdržené góly; POG = Průměr obdržených gólů na zápas; Úsp% = Procento úspěšných zásahů; ČK = Čistá konta

## Konečné pořadí
| Místo            | Tým        |
| ---------------- | ---------- |
| Zlatá medaile    | Kanada     |
| Stříbrná medaile | Rusko      |
| Bronzová medaile | Švédsko    |
| 4.               | Finsko     |
| 5.               | Švýcarsko  |
| 6.               | USA        |
| 7.               | Česko      |
| 8.               | Slovensko  |
| 9.               | Německo    |
| 10.              | Kazachstán |